# Уфимский институт химии УФИЦ РАН
Уфимский институт химии — обособленное структурное подразделение федерального государственного бюджетного научного учреждения Уфимского федерального исследовательского центра Российской академии наук (УфИХ УФИЦ РАН, УфИХ РАН) — научно-исследовательский институт Российской академии наук в г. Уфе. В 12 лабораториях Института занято около 200 научных сотрудников, среди них 1 академик РАН, 28 докторов наук и 95 кандидатов наук.

## История
- 1951 год — образован как Сектор химии в составе новообразованного Башкирского филиала АН СССР. Главный фокус исследований — переработка сернистых нефтей.
- 1953 год — реорганизован в Отдел химии под руководством Р. Д. Оболенцева, открыта аспирантура.
- 1961 год — преобразован в Институт органической химии, передан в ведение Госкомитета РСФСР по координации научно-исследовательских работ.
- 1967 год — возвращен в ведение воссозданного Башкирского филиала АН СССР.
- 1987 год  — институт входит в состав Башкирского научного центра Уральского отделения АН СССР.[2]
- 1991 год — переименован в Институт органической химии Уральского отделения АН СССР (ИОХ УрО АН СССР).[2]
- 1993 год — Институт органической химии относится к Уфимскому научному центру РАН (ИОХ УНЦ РАН).[3]
- По данным на 1995 г. в штате насчитывалось 370 человек, 190 из которых научные сотрудники.
- 2011 год — переименован в ФГБУН Институт органической химии УНЦ РАН.[3]
- 2013 год — передан в ведение ФАНО России.[3]
- 2014 год — переименован в ФГБУН Уфимский институт химии РАН.[3]
- 2018 год — Уфимский научный центр РАН реорганизован в Уфимский федеральный исследовательский центр РАН, в который вошел и Уфимский институт химии.[3]

## Основные направления исследований
- Органический синтез

- Дизайн и синтез органических молекул с заданными свойствами;
- Новые методы синтеза гетероциклов;
- Каталитический синтез и модификация полимеров;

- Кинетика и механизм окислительных процессов
- Химия возбужденных состояний молекул и комплексов металлов и реакции, сопровождающиеся излучением света
- Химия и биологическая активность растительных веществ
- Электролитные системы на основе сероорганических соединений для литий-серных аккумуляторов
- Гомо- и гетерофункциональные соединения в комплексообразовании с металлами и фармаконами

## Диссертационый совет
При Институте действует совет по защите диссертаций на соискание ученой степени кандидата наук, на соискание ученой степени доктора наук 24.1.218.02 по специальностям «1.4.3. Органическая химия», «1.4.4. Физическая химия», «1.4.14 Кинетика и катализ».

## Лаборатории в составе Института
Отдел органической и биоорганической химии
- Лаборатория природных соединений
- Лаборатория синтеза нуклеозидов
- Лаборатория металлорганического синтеза и катализа
- Лаборатория тонкого органического синтеза
- Лаборатория низкомолекулярных биорегуляторов
- Лаборатория синтеза феромонов насекомых
- Лаборатория новых лекарственных средств
- Лаборатория спектральных методов исследования
- Лаборатория хроматографии
- Лаборатория синтеза вторичных метаболитов

Отдел физической химии
- Лаборатория химической физики
- Лаборатория координационных соединений
- Лаборатория окислительных процессов
- Лаборатория химической кинетики
- Лаборатория электрохимии
- Лаборатория электронно-молекулярных взаимодействий
- Лаборатория сераорганических соединений
- Группа экстракции органических соединений

Отдел химии высокомолекулярных соединений
- Лаборатория стереорегулярных полимеров
- Лаборатория радикальной полимеризации
- Группа поликонденсации
- Группа изучения полимеров

## Известные учёные
- Рафиков, Сагид Рауфович — член-корреспондент РАН
- Толстиков, Генрих Александрович — академик РАН
- Монаков, Юрий Борисович — академик РАН
- Юнусов, Марат Сабирович — академик РАН, директор института с 1994 по 2022 год
- Казаков, Валерий Петрович — член-корреспондент РАН